# Julius Pintsch

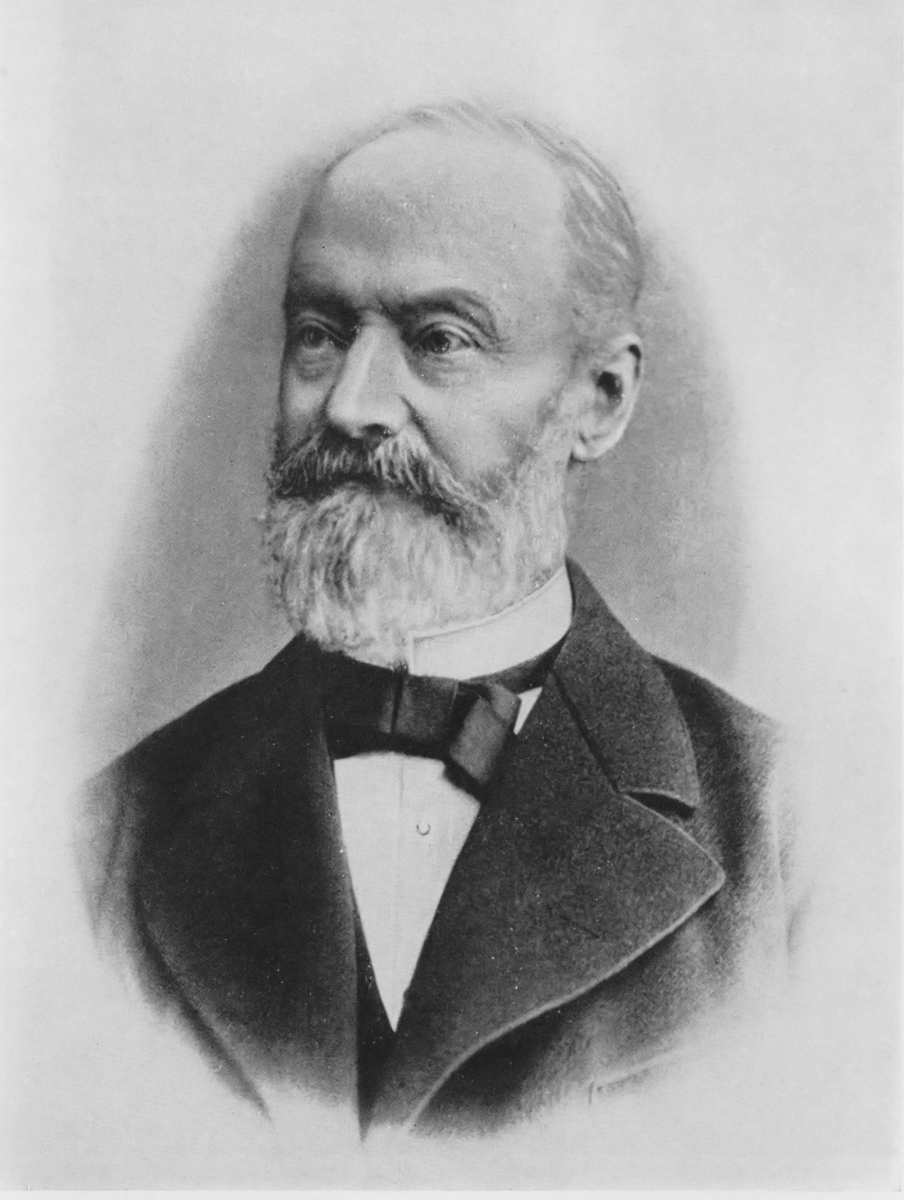
Julius Pintsch

Carl Friedrich Julius Pintsch (1815-1884) was een Duitse fabrikant en uitvinder die vooral bekend werd van zijn uitvinding het Pintschgas.
Pintsch behaalde in 1847 zijn eerste succes met de uitvinding van een gasmeter die uiteindelijk wereldwijd zou worden gebruikt. In 1851 creëerde hij een gaslamp die geschikt was voor gebruik in treinwagons. Deze lampen werden verlicht door Pintschgas, een lang brandend gas dat zou blijven branden tijdens de ruwe beweging gedurende de treinreis.
Pintschgas, een in wezen gezuiverde en gecomprimeerde nafta, werd later vervangen door Blaugas. Vanaf 1863 bezat hij een fabriek in de Andreasstraße in Berlijn, gevolgd door faciliteiten in Dresden, Breslau, Frankfurt, Utrecht en Fürstenwalde. De Pintschfabrieken ontwierpen en bouwden een breed scala aan gas-gerelateerde apparaten waaronder gasmeters, gasdrukregelaars en gas-analysatoren.
Na zijn dood in 1884 erfden zijn zonen Julius en Richard het bedrijf en werd het bedrijf succesvol in de vervaardiging van samengeperst Pintschgas voor gebruik in boeien, bakens en onbemande vuurtorens.